# 모나 하사네인
모나 하사네인 (منى حسنين, Mona Hassanein, 1985년 11월 11일 ~) 은 이집트의 에페 펜싱 선수이다. 그녀는 2012년 하계 올림픽의 여자 에페 개인전에 출전하였으나, 64강에서 패해 탈락하였다.